# Palazzo della Banca d’Italia (Triest)

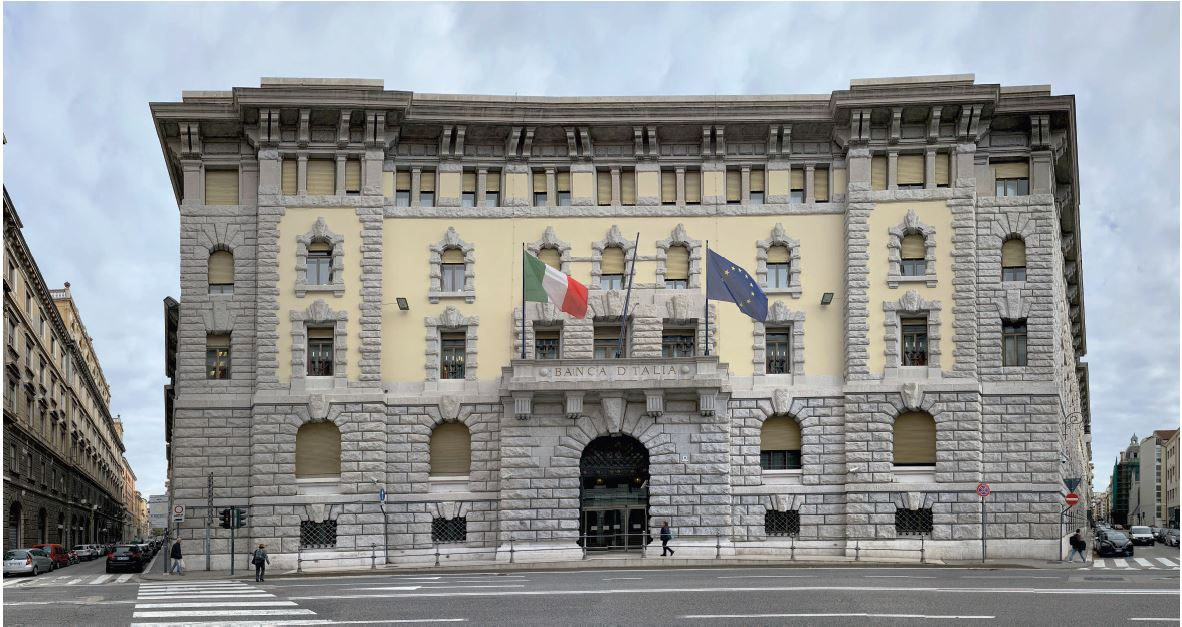
Palazzo della Banca d’Italia in Triest

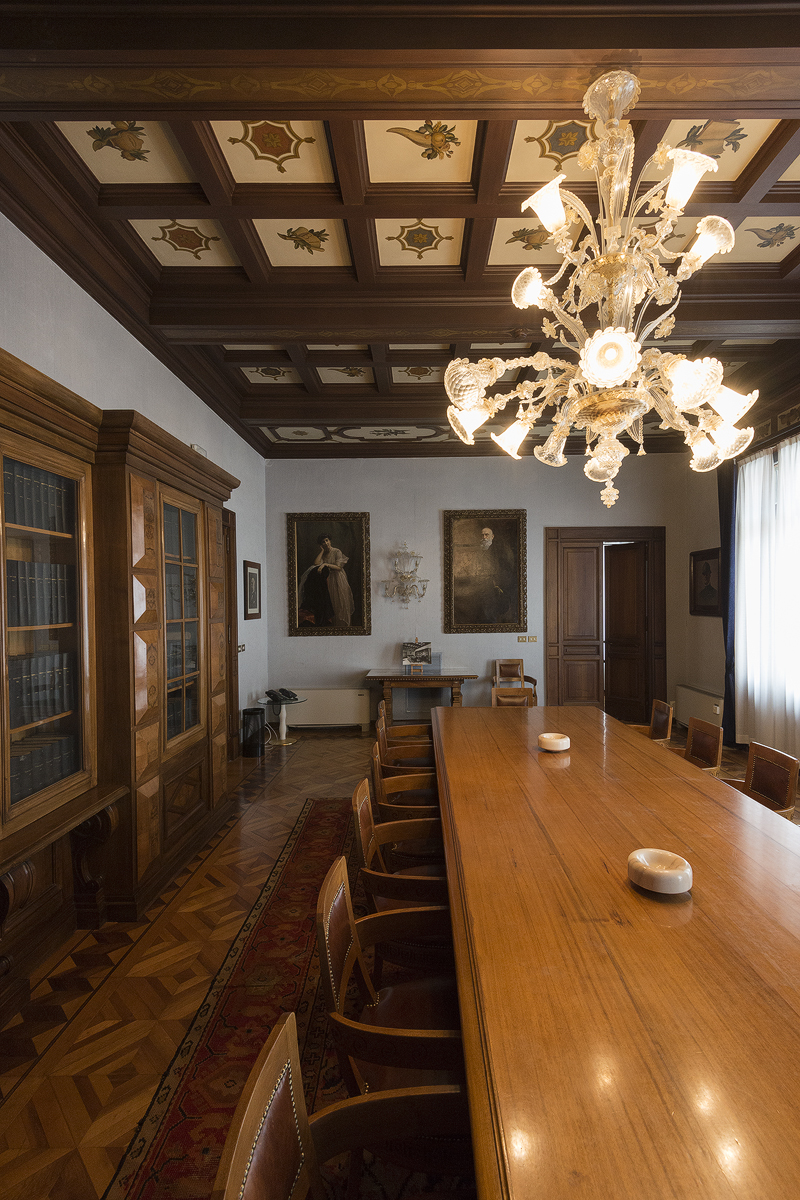
Detail im Beratungssaal

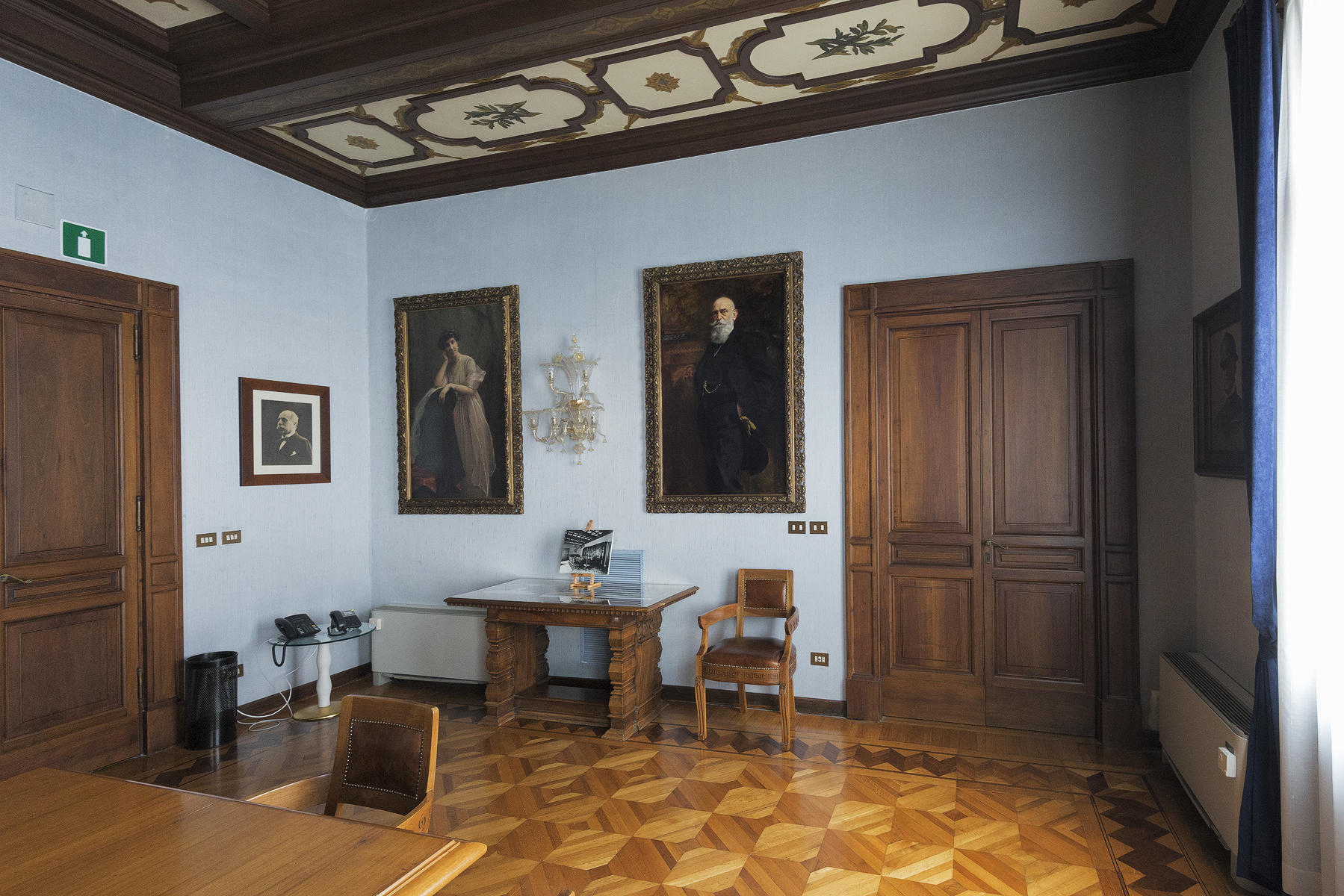
Detail im Beratungssaal

Der Palazzo della Banca d’Italia ist ein Palast aus dem 20. Jahrhundert in Triest in der italienischen Region Friaul-Julisch Venetien. Die Banca d’Italia hat ihren lokalen Sitz in dem Gebäude am Corso Cavour 13.

## Geschichte
Der ursprüngliche Palast, der 1902 unter der Leitung von Eugenio Geiringer und dem österreichisch-ungarischen Architekten Müller erbaut wurde, war der Sitz der Österreichisch-ungarischen Bank. Er befindet sich in guter Lage, nicht weit entfernt vom Bahnhof an der Eisenbahnstrecke zwischen Wien und Triest, in der Nähe des Fährhafens und des großen Postamtes, wenn auch etwas weit vom Geschäftszentrum um die Piazza della Borsa entfernt.
Am 7. November 1918, gerade einmal drei Tage nach dem Waffenstillstand zwischen Italien und Österreich, wurde der Direktor des Sitzes der Banca d’Italia in Florenz, Giovanni Carloni, damit betraut, sich nach Triest zu begeben, um „dafür zu sorgen, dass in dieser Stadt die Dienste der Bank und der königlichen Schatzkammer der Provinz umgehend eingerichtet werden“.
Carloni erhielt von der italienischen Militärregierung den Auftrag, den Sitz der Österreichisch-ungarischen Bank in Triest zu requirieren, von dem er umgehend Besitz ergriff.
Am 2. Dezember 1918 begann die Banca d’Italia mit ihren Geschäften in Triest.
Der requirierte Palast war bescheiden und für die Aktivitäten der Banca d’Italia nicht ausreichend; diese wollte sofort das Nachbargrundstück mit der Option kaufen, dort einen neuen Komplex zu errichten, der das bereits existierende Gebäude einschließen sollte: Ein Ausarbeitungsprozess des Projektes, der versprach, lang und arbeitsreich zu werden, ein komplexes und anspruchsvolles Werk für die Art der Ausführung. Der Bauingenieur der Banca d’Italia, Biagio Accolti-Gil wurde beauftragt, das Werk zu studieren, und er versicherte sich sofort der Mithilfe des Architekten Arduino Berlam aus Triest, wogegen das Institut für die Ausführung der Arbeiten sich der Ingenieurgesellschaft Doria, Oblath e Comel aus Triest bediente. Die Arbeiten begannen 1922 und wurden 1928 abgeschlossen.

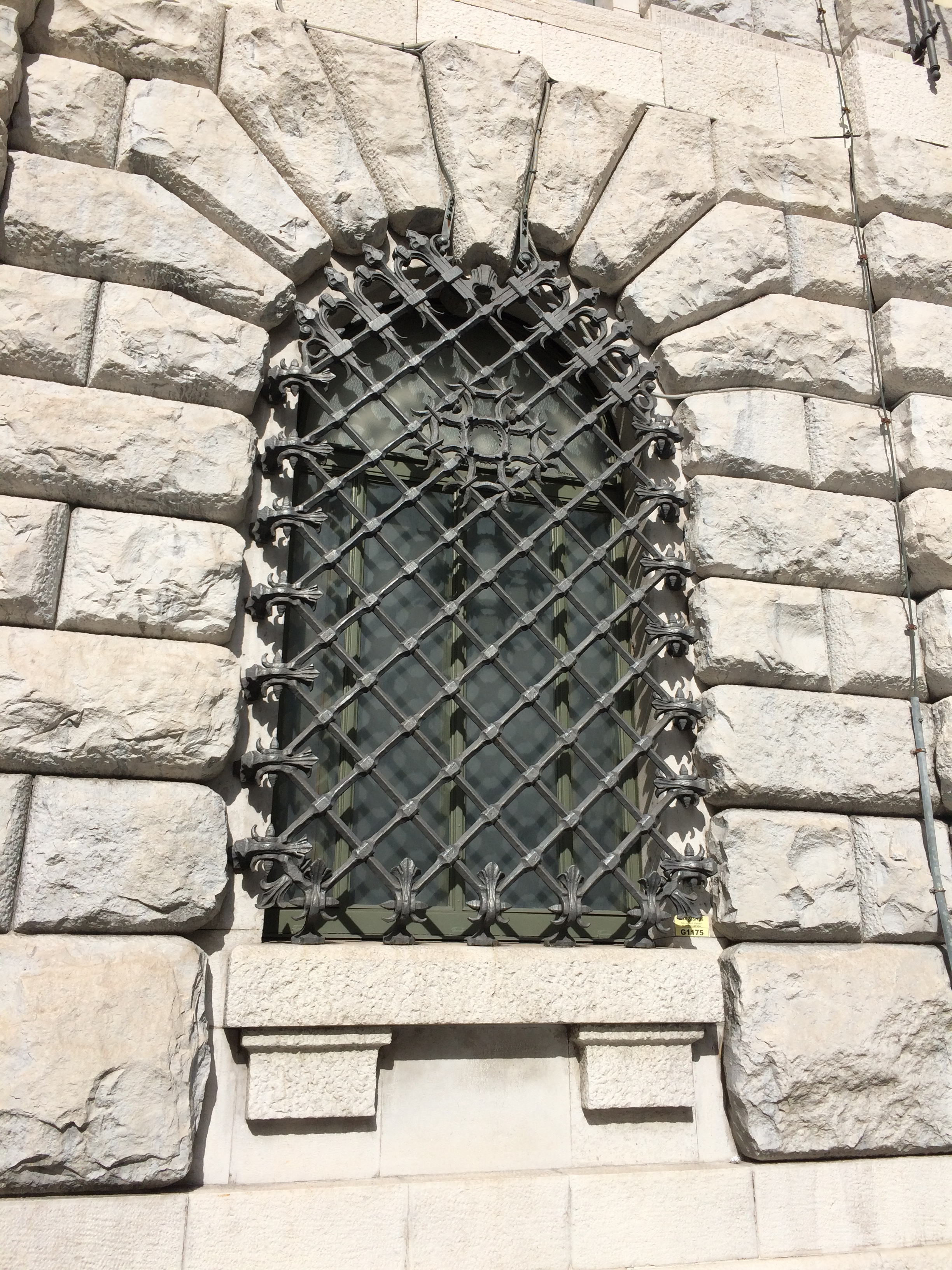
Fenstergitter im Erdgeschoss des Sitzes der Banca d’Italia in Triest

Das Hauptproblem bestand darin, dass die Erweiterung im Neubau eines Palastes hinter dem existierenden Gebäude bestand, das später abgeändert und an den neuen Baukörper angeschlossen werden musste, um ein organisches Ganzes zu bilden.
Anfangs wurde das Grundstück für den Neubau, ein gewisses „Fondo Panfilli“, wie Berlam bemerkte, gekauft, das zwischen der Via Galatti und der Via Geppa lag, ein Gelände mit 1800 m² Fläche, das man aus unterirdischen Salinen erhielt; folglich bestand es aus einer Deponie auf einem schlammigen Boden.

## Beschreibung

### Fundamente und Fassade
Bei den Fundamenten wurde daher auf eine Bodenverdichtung zurückgegriffen, für die sechs Meter lange Tannenstämme mit 26 Zentimeter Durchmesser in das Gelände eingetrieben wurden, je einer auf einem Quadratmeter Oberfläche, verbunden durch einen Betonaufguss. Darauf wurde eine feste Plattform aus 40 Zentimeter dickem, armierten Beton gegossen, die mit den Mauern verbunden wurde.
Für die Fassaden wählte man einen von der Spätrenaissance inspirierten Stil mit rustikalem Bossenwerk, das von unten nach oben abnimmt, um einen soliden und kraftvollen Eindruck zu schaffen; das Ganze vermittelt einen extrem robusten Eindruck, der dem Zweck des Gebäudes entspricht und an bestimmte antike Paläste der italienischen Münzstätten erinnert. An der Hauptfassade zum Corso Cavour (die beim einfachen Palast weder Türen noch Treppen hatte, sondern nur im ersten Obergeschoss zwei falsche Loggias an den Ecken), verleihen das breite Portal und der massige Balkon dem Palast Ton und Aussehen der alten Adelspaläste des Friaul. Mit geeigneter Anordnung der leeren und ausgefüllten Räume und einer ausgewogenen Verteilung der dunkelgrauen Steinquader und der hellen Putzflächen ist eine malerische Wirkung erzielt worden, die durch die unterschiedlichen Wiederholungen in den einzelnen Stockwerken der beiden verbundenen und verschmolzenen Gebäude nicht gemindert wird.

### Innenräume

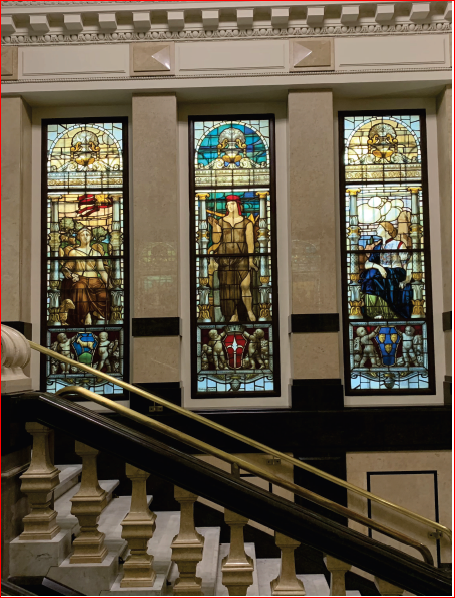
Glasfenster an der Treppe, die ins Direktionsgeschoss führt

Im Inneren war die Verbindung des alten mit dem neuen Gebäude nicht so einfach, sowohl, was die Verteilung der Räumlichkeiten angeht, als auch, was ihre Verbindungen angeht. Bei der inneren Aufteilung wurde somit besonders auf die Harmonie durch schöne künstlerische Linien und edle Materialien geachtet.
Als Hommage an den Geschmack des ersten Leiters der Banca d’Italia, Bonaldo Stringher aus Udine, wurde für den gesamten Bau julianischer Marmor eingesetzt und nur in begrenztem Maße Carrara-Marmor. Die Kundenhalle, die Eingangshallen und -innenhöfe wurden aus schwarzen, grauen und hellen Marmorplatten gebaut, wie man sie in der Region Julia findet: Die dunklen in Gabria und an den Flanken des Monte Ermada, die hellen in Orsera und in San Girolamo d’Istria, die grauen in Monrupino und Aurisina. Alle Marmorplatten wurden lokalen Handwerkern bearbeitet und es war die damalige Politik des Instituts, so weit wie möglich sowohl für die Zimmermanns- als auch für die Schmiedearbeiten auf örtliche Unternehmen zurückzugreifen. Die Zierglasscheiben der Zentraltreppe wurden dagegen vom Unternehmen Corvaya e Bazzi aus Mailand beschafft, während die Schreinerarbeiten für die Türen der großen Halle vom Unternehmen Bartoli aus Rom ausgeführt wurden.
Die Halle, die auf einer mittleren Ebene zwischen dem Zwischengeschoss und dem ersten Obergeschoss des alten Gebäudes liegt, um mögliche Überschwemmungen durch die Nähe zum Meer zu vermeiden, erscheint wie ein Kreuzgang mit quadratischem Grundriss mit einer Reihe von Marmorsäulen am Umfang, die einen lichtdurchlässigen Vorhang tragen. Der darüber liegende Schleier besteht aus einer Kassettenkonstruktion mit Bleiglaselementen. Die Säulen, die Balustrade, die die Kundenhalle von den Büros abteilt, und der Bodenbelag bestehen aus Marmorplatten in farblichem Kontrast. Bemerkenswert sind die Bezüge aus dem 20. Jahrhundert auf die klassischen Elemente der Antike: Griechische Triglyphen, Bossenwerk, dorische Kapitelle usw., gemischt mit anderen Deko-Elementen, wie die abstrakten Geometrien, die die Intarsien in der Mitte der Bodenbeläge zieren. Das Bossenwerk, das in die Säulen eingesetzt ist, drückt auch dort eine Sinn für Solidität aus, der mit dem Bild korrespondiert, das man der Öffentlichkeit vom Sitz der Bank geben wollte, die sich erst kürzlich in Triest niedergelassen hatte. Arduino Berlam zeichnete persönlich die Details der einzelnen Steinquader bei den jeweiligen Bestellungen, den Schmiedearbeiten, den Glasfenstern, den Bodenbelägen und auch den bildlichen Verzierungen; nur die „Italie turrite“ auf den Schlusssteinen der Bögen der Seiteneingänge sind von Alfonso Canciani.
Die prächtige Treppe, die zum Direktionsgeschoss führt, ist mit Glasfenstern verziert, die Italien und die von ihm „erlösten“ Länder darstellen: Auf dem linken Treppenzug in der Mitte ist Italia turrita dargestellt, flankiert von den Darstellungen des Friaul und des Trentino; der rechte Treppenzug zeigt in der Mitte vorne Italien, die Stadt Triest mit ihrem Symbol – ein altes, französisches Schild in roter Farbe mit versilberter Hellebarde -, flankiert von Istrien und Dalmatien. Der symbolische Wert der dargestellten Elemente gewinnt an Bedeutung.

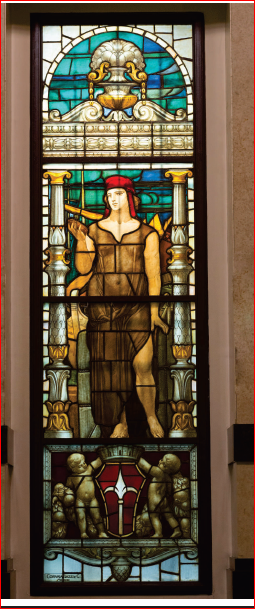
Glasfenster am Sitz der Banca d’Italia in Triest

Im Direktionsgeschoss zeigen das Büro und der Beratungssaal Elemente aus der Zeit des Baus des Gebäudes (1928) und von besonderem architektonischen Wert. Die Decken beider Räume bestehen aus Holzkassetten, die mit Motiven und Verzierungen im Art-Déco-Stil bemalt sind. Die Bodenbeläge zeigen ein diagonal angeordnetes, geometrisches Schachbrettmuster und beinhalten Holzintarsien in kostbarer Ausführung. Die Lampenschirme bestehen aus geplatztem Muranoglas und wurden vermutlich in der ersten Hälfte des 20. Jahrhunderts hergestellt, zeigen aber eine Zeichnung im Stil des 18. Jahrhunderts, wie der größte Teil dieser künstlerischen Artefakte.

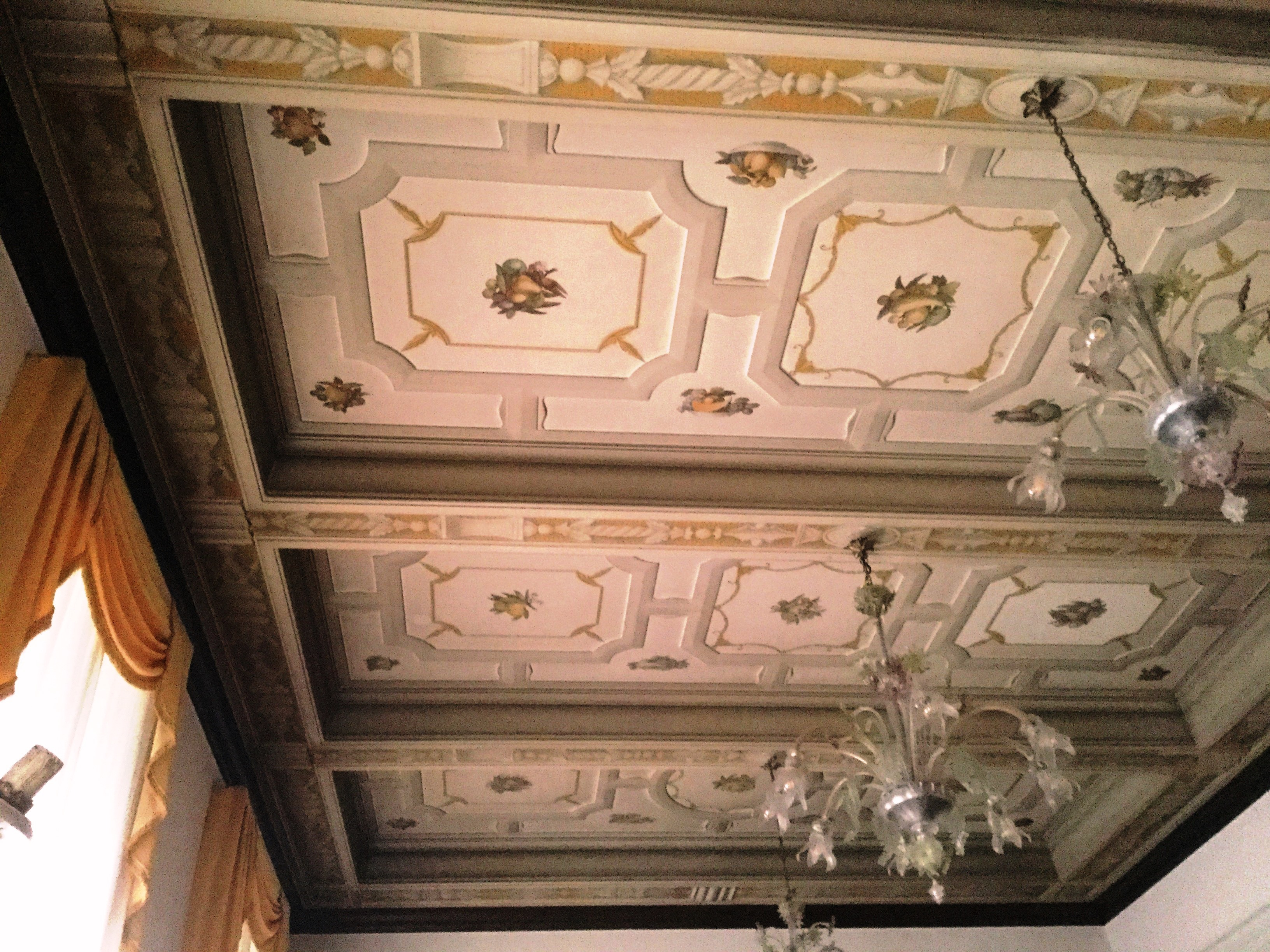
Decke im Repräsentionssaal

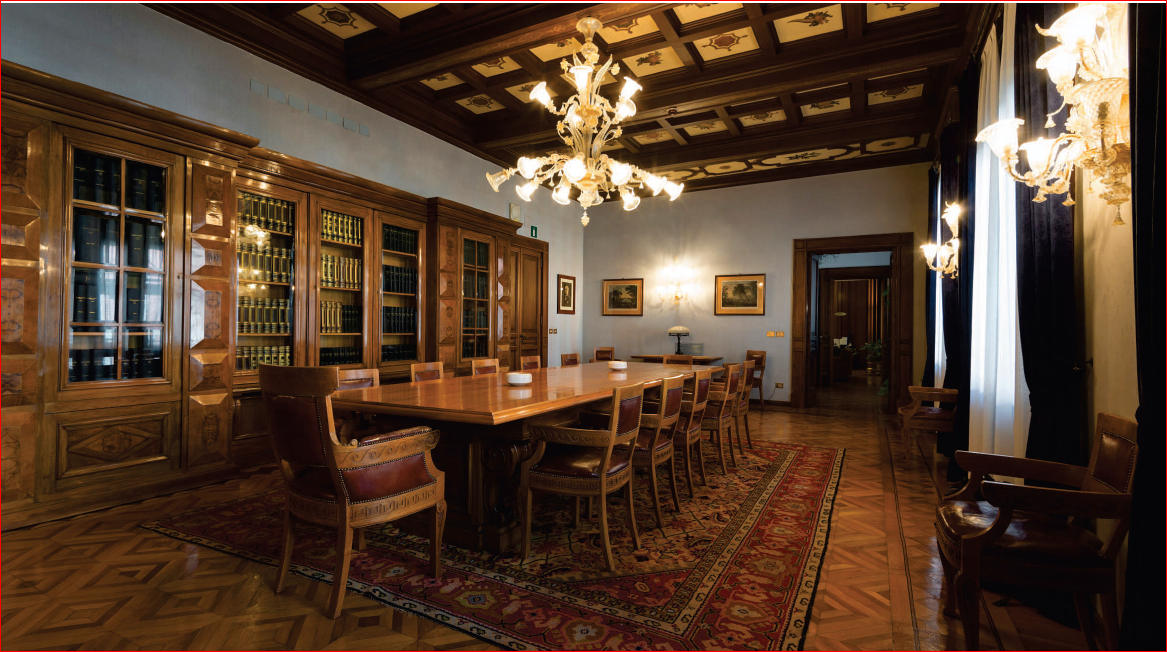
Beratungssaal

## Bildergalerie

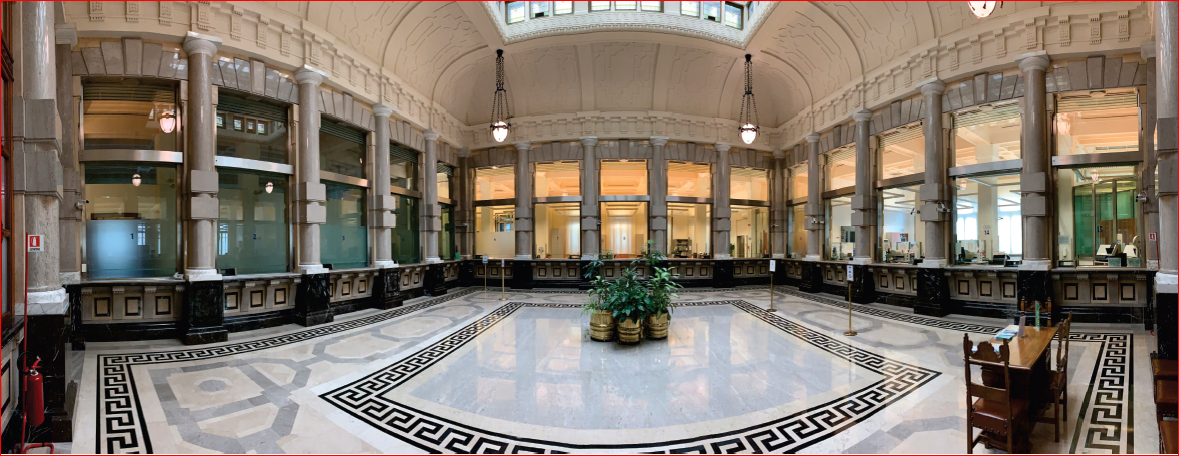
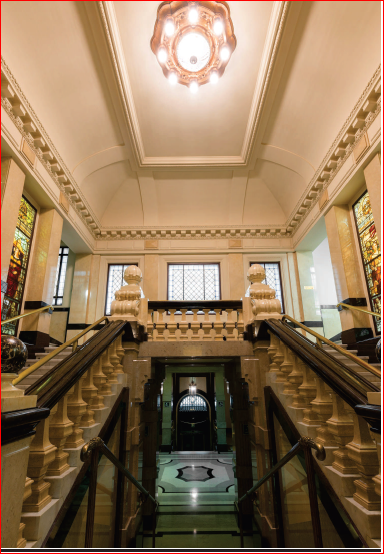
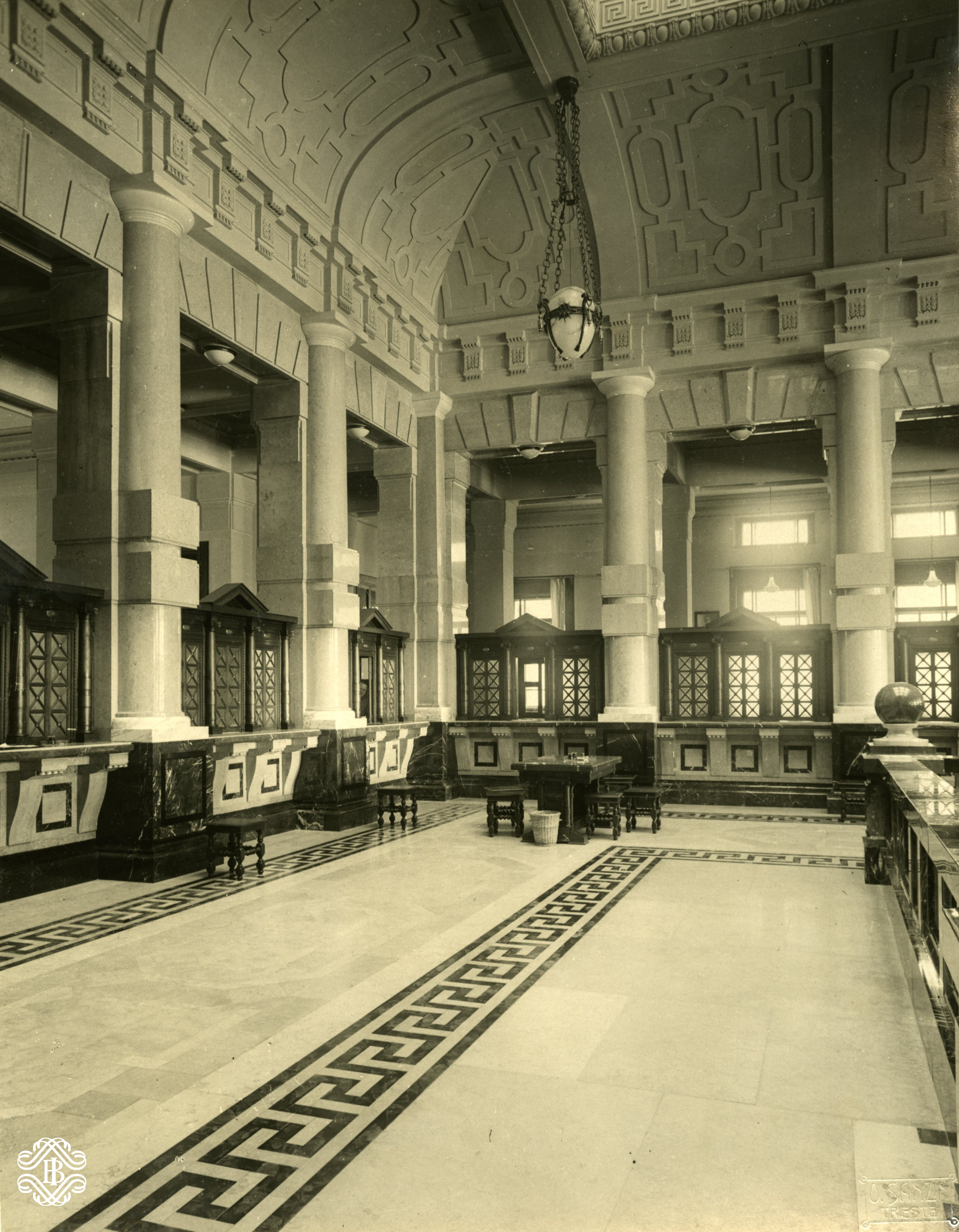
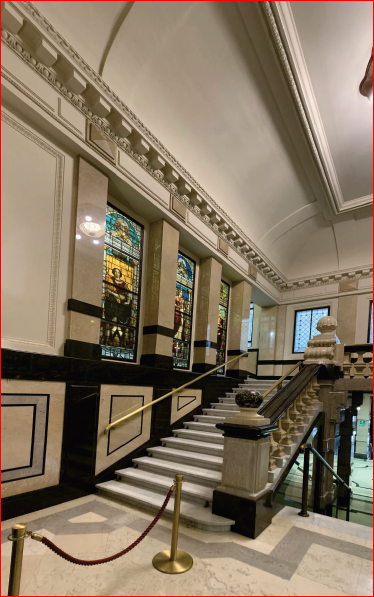
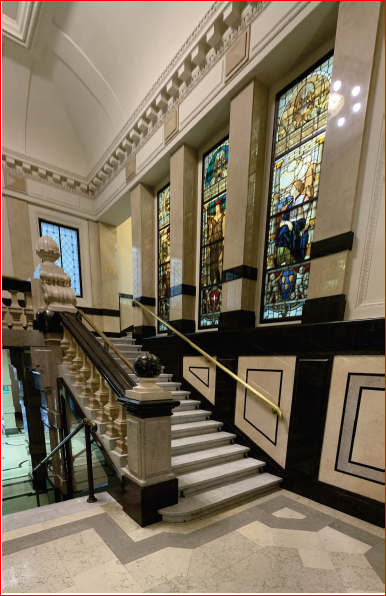
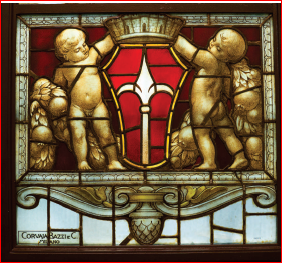
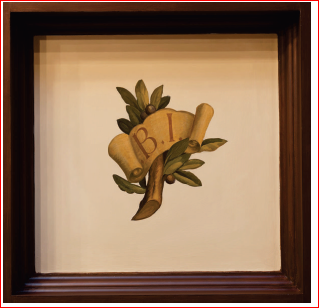
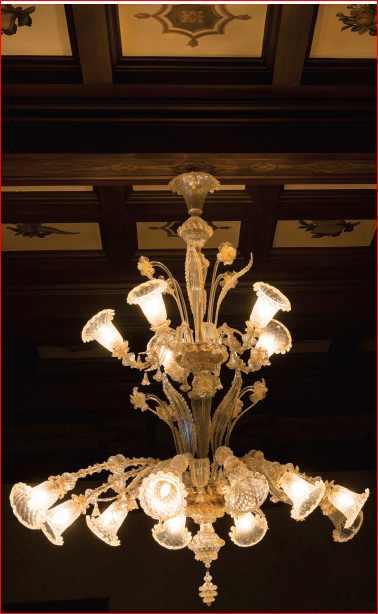
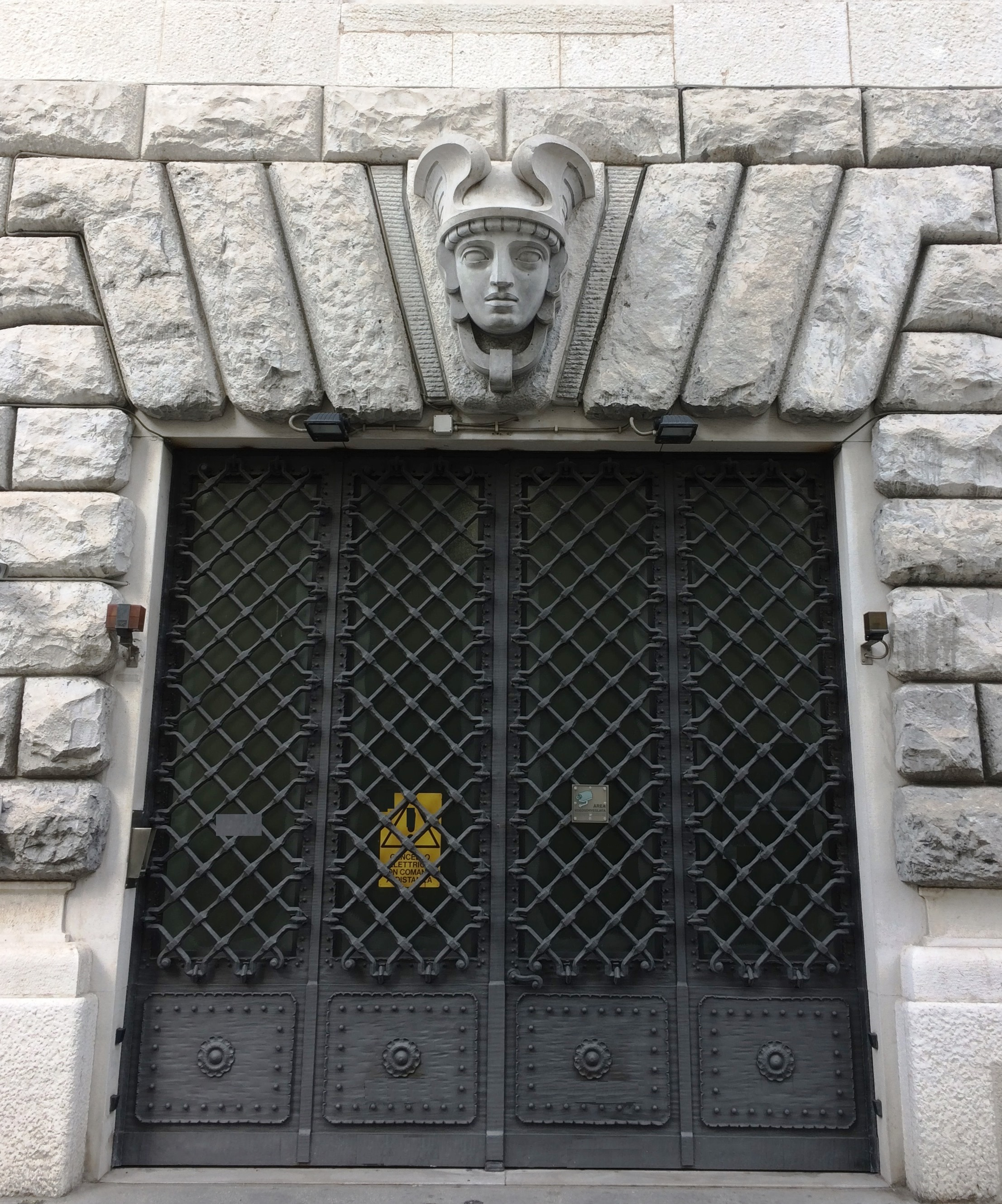
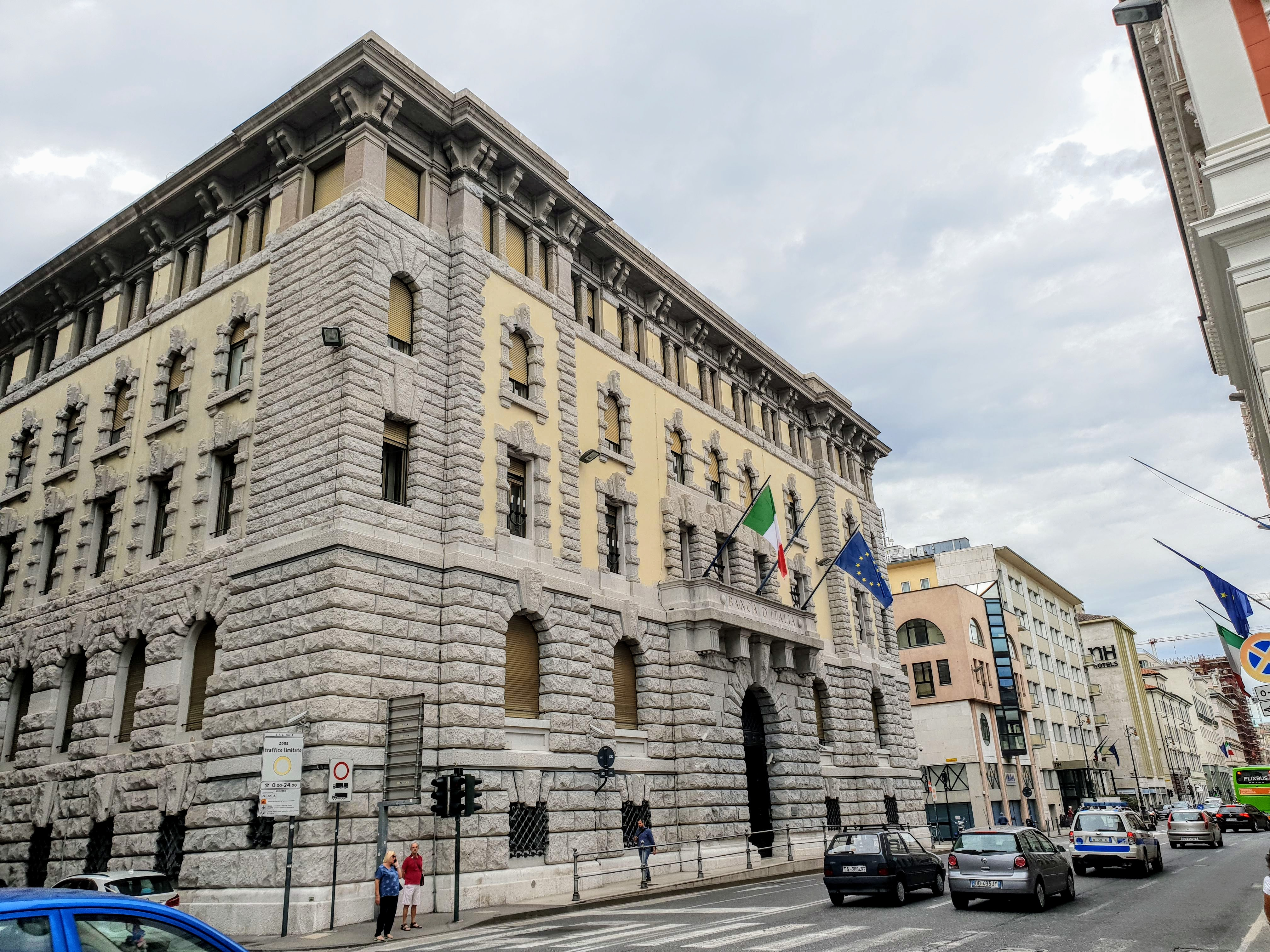
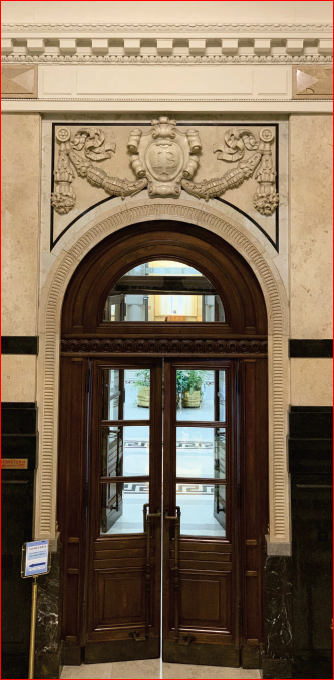
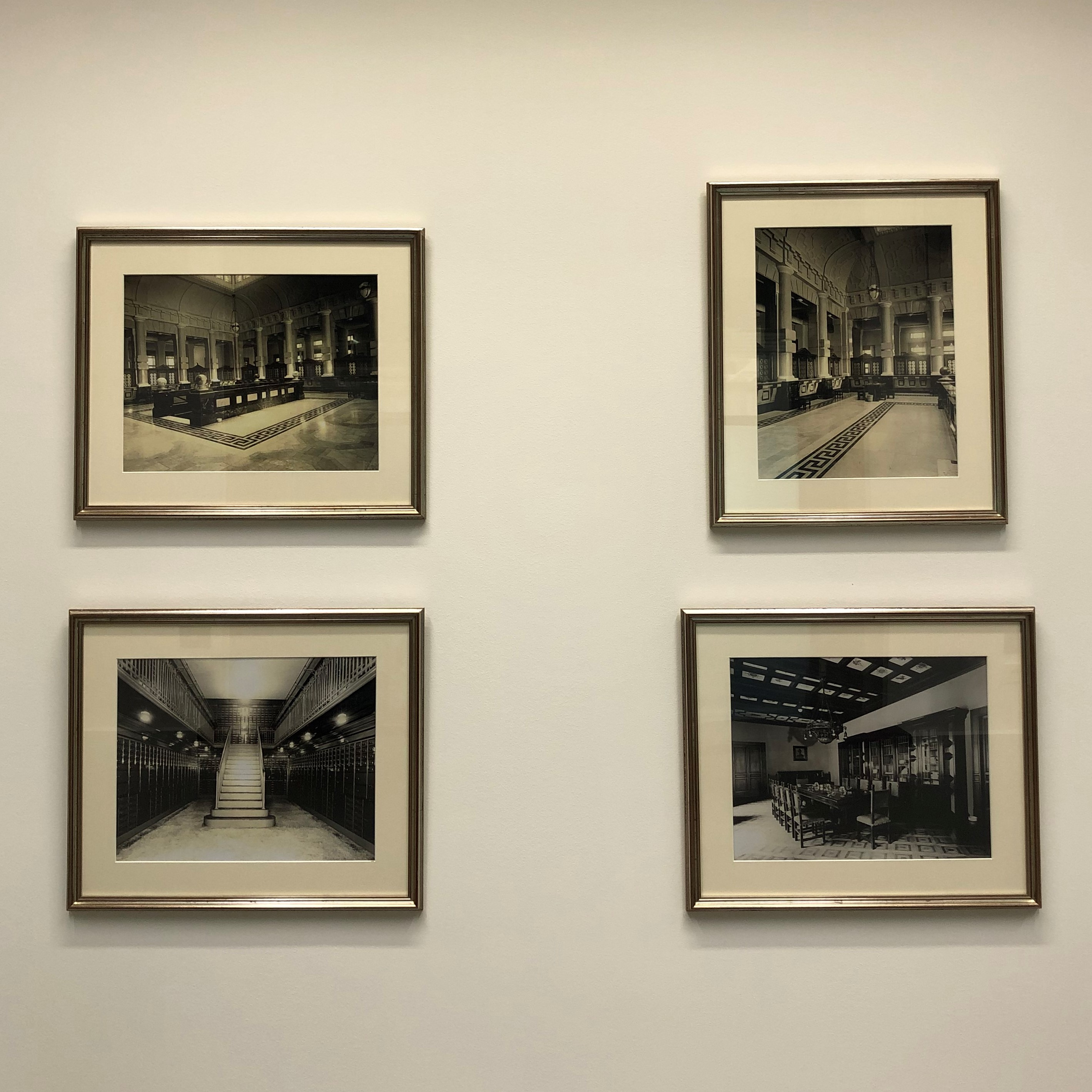
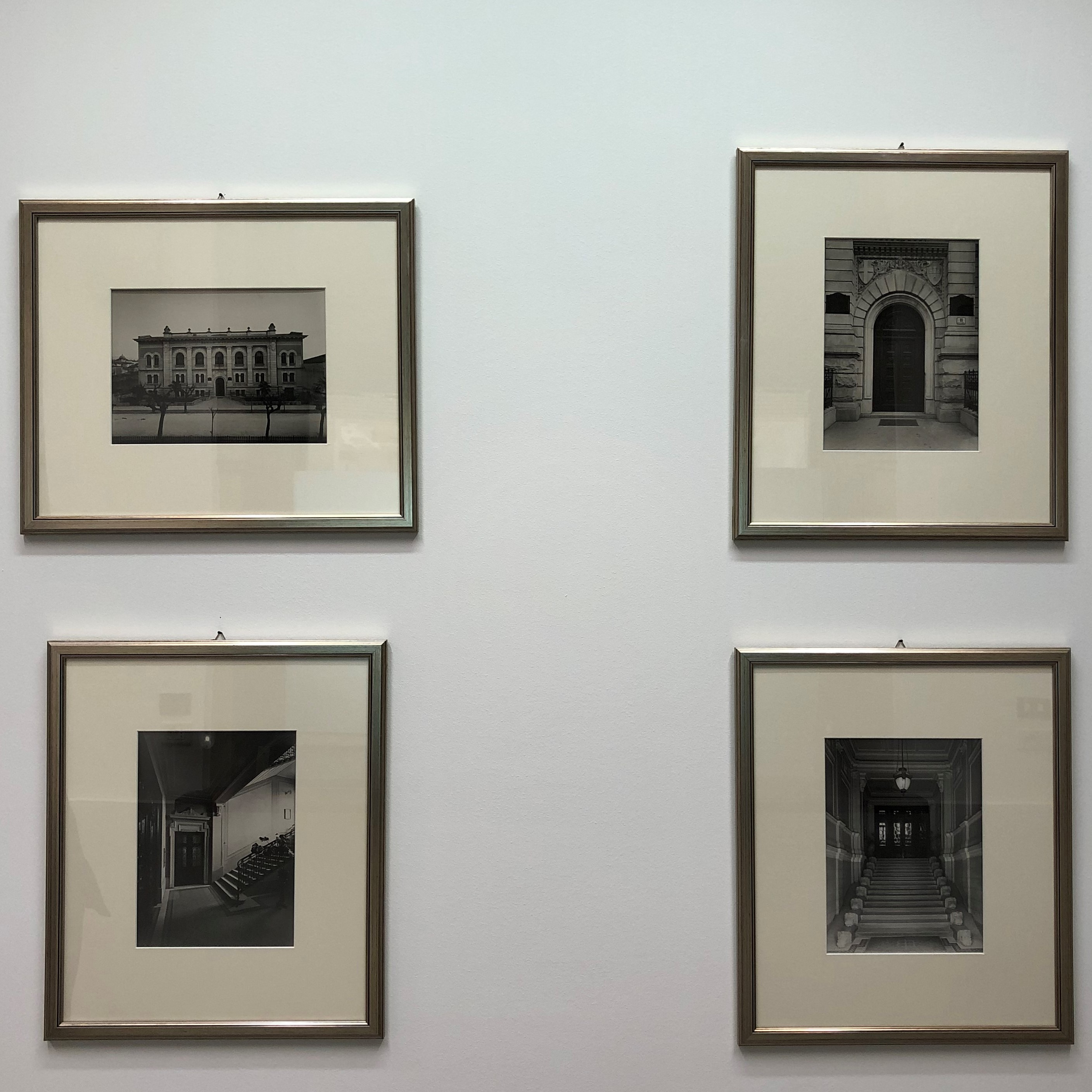
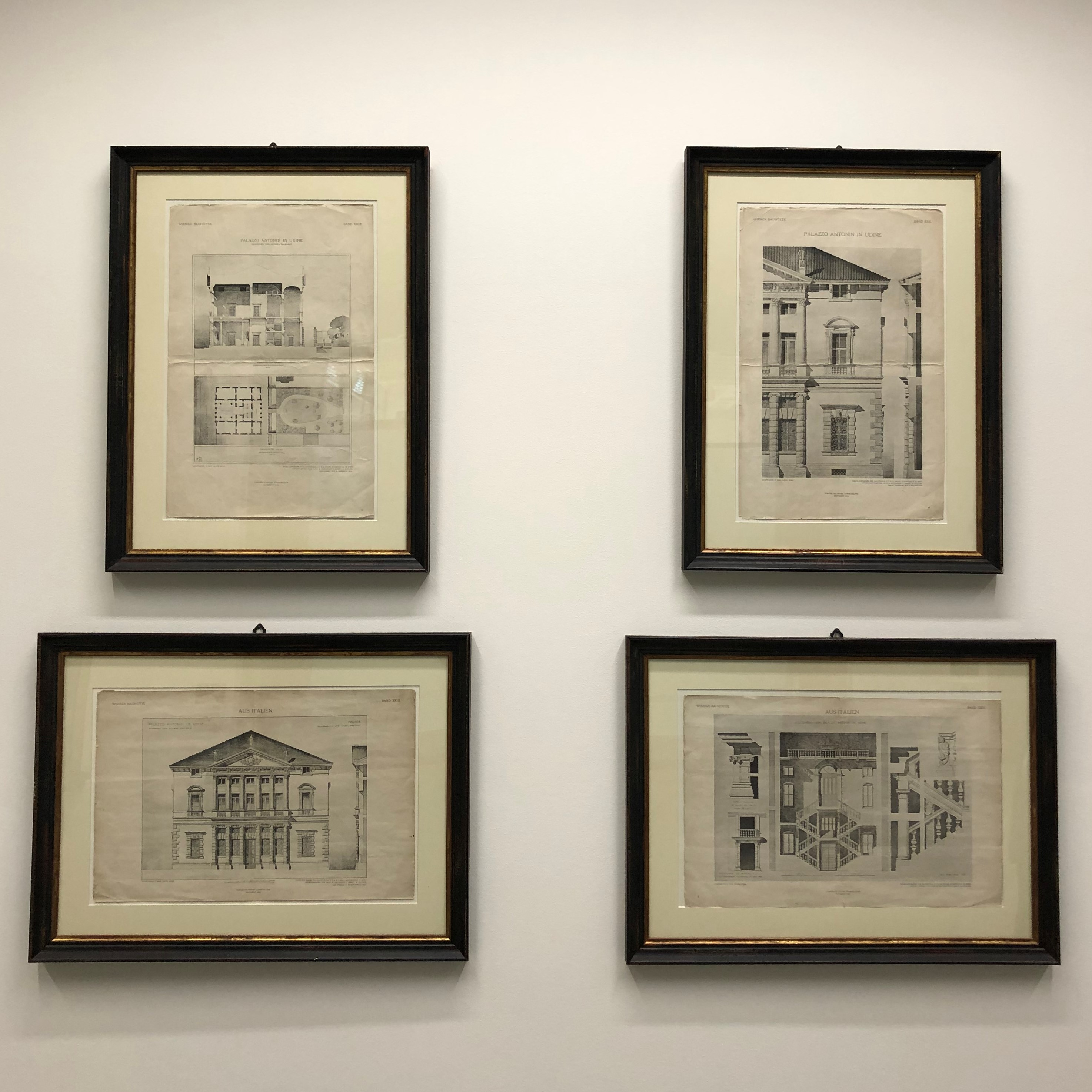
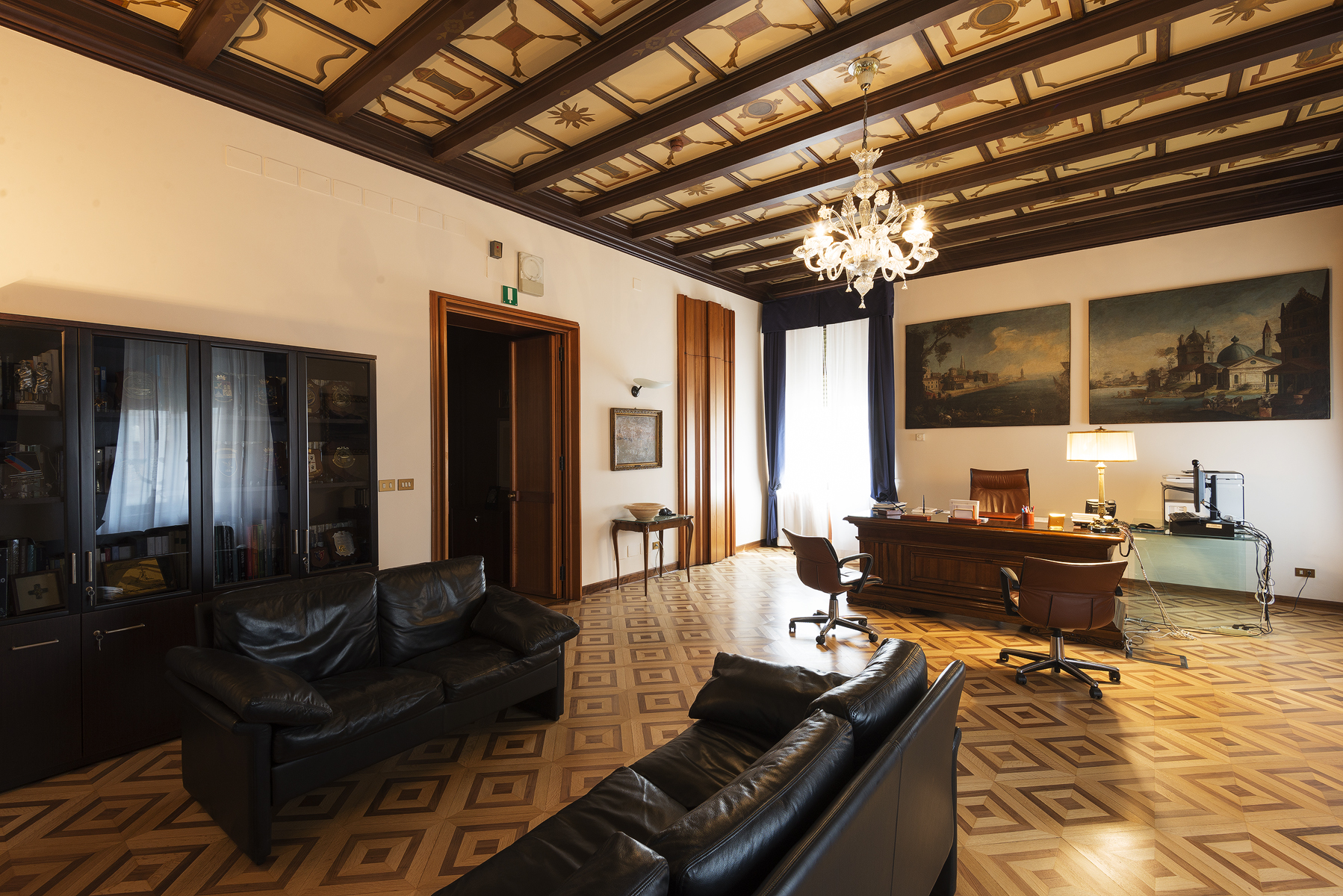
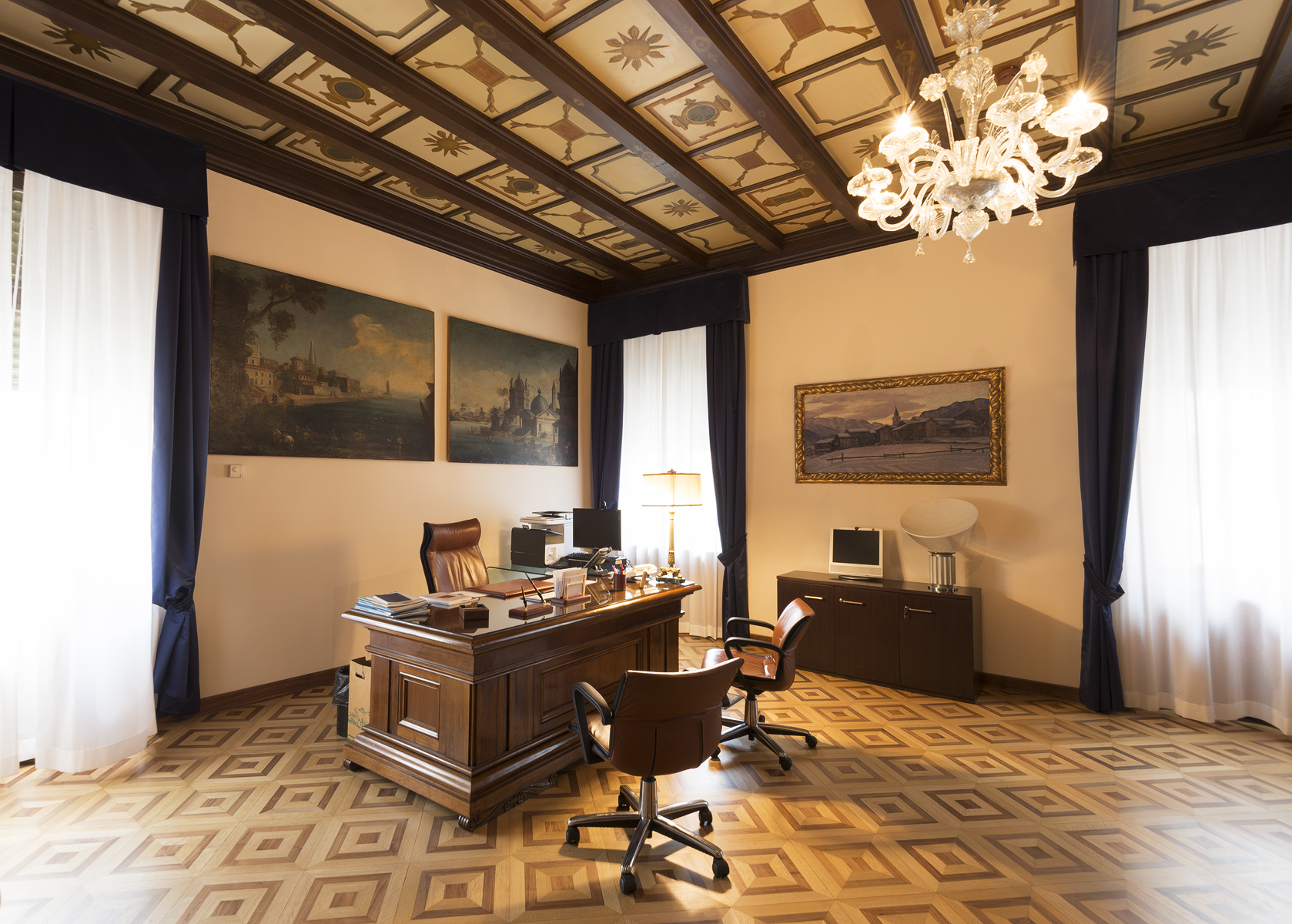
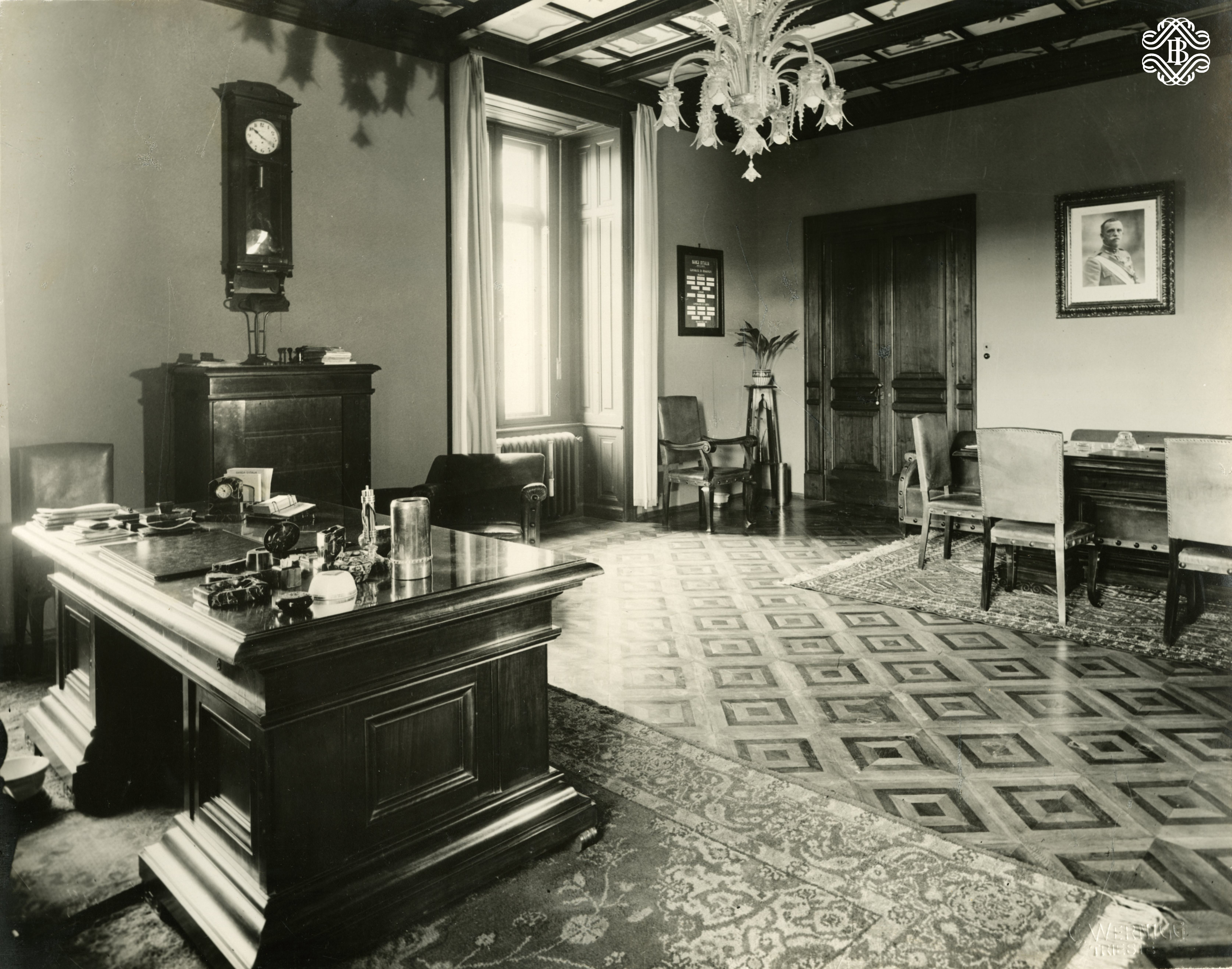
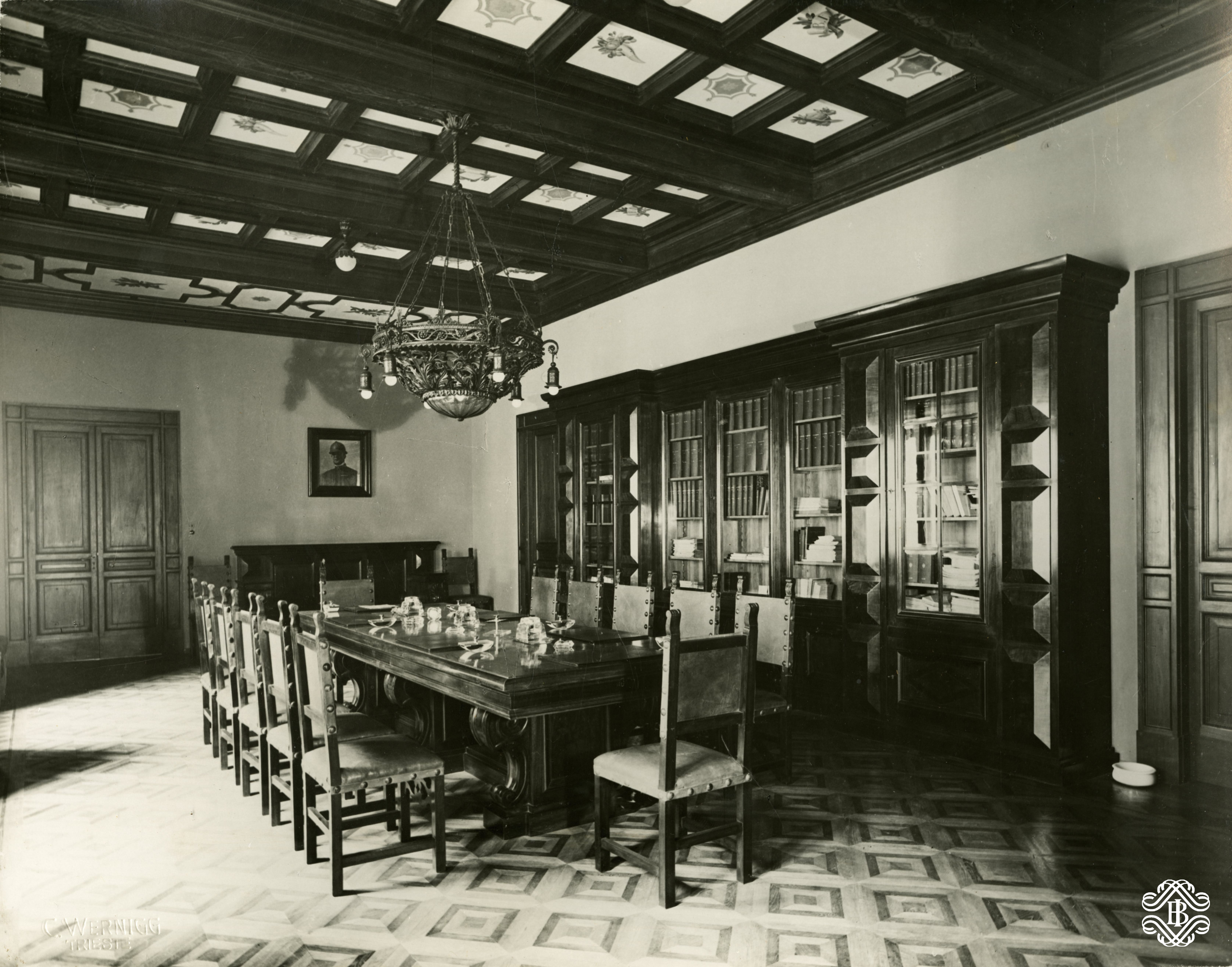
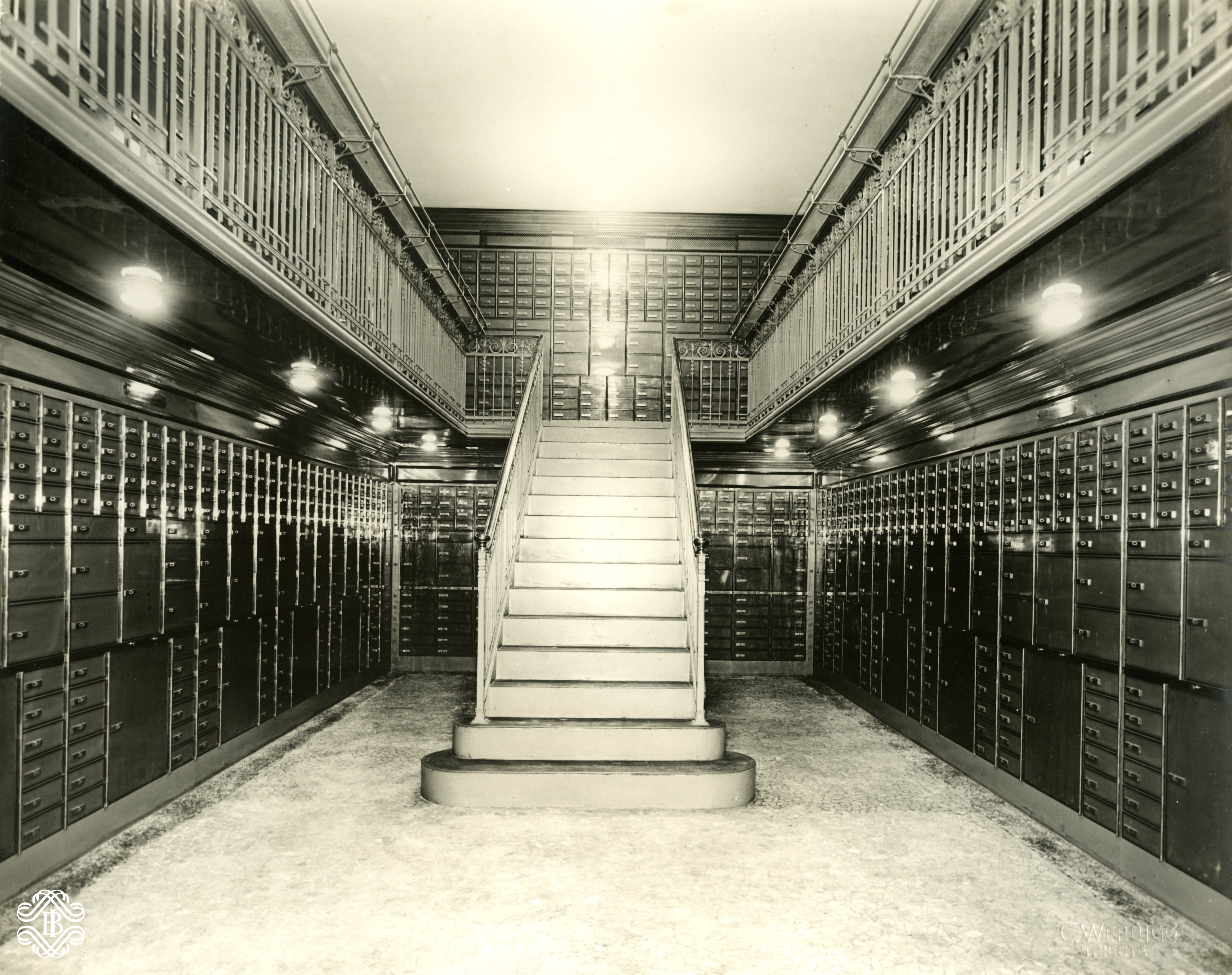

## Chronologie der Direktoren
- Giovanni Carloni, 1918–1919
- Umberto Valente, 1919–1921
- Michelangelo Zago, 1921–1925
- Arturo Paladini, 1925
- Michelangelo Zago, 1925–1937
- Enrico Biucchi, 1937–1941
- Ernesto Bindocci, 1941–1946
- Domenico Picucci, 1946–1953
- Leopoldo Bartolozzi, 1953–1956
- Giovanni Lovari, 1956–1960
- Carlo Massa, 1960–1963
- Mariano Bonomi, 1963–1964
- Bindo Cipriani, 1964–1967
- Ludovico Sartor, 1967–1968
- Antonino Arista, 1968
- Aldo Biagini, 1968–1970
- Carlo Gallina, 1970–1972
- Ferruccio Bertogna, 1972–1975
- Adriano Giovannoni, 1975–1976
- Dario Vici, 1976–1982
- Elvio Meconcelli, 1982–1986
- Corrado Leonbruno, 1986–1994
- Biagio Celentano, 1995–1998
- Giuseppe Roma, 1998–1999
- Antonio Deias, 1999–2000
- Sergio Bonifacio, 2000–2003
- Giuseppe Volpe, 2003
- Giuseppe Tantazzi, 2003–2006
- Antonio Sciacca, 2006–2008
- Pietro Sambati, 2008–2015
- Giuseppe Manitta, 2015–2018
- Luigi Bettoni, 2018–2021
- Marco Martella, seit 2021